# Wallace B. Smith
Wallace Bunnell Anthony Smith (* 29. Juli 1929; † 22. September 2023) war der Präsident der Gemeinschaft Christi, vom 5. April 1978 bis zum 15. April 1996. Er ist der Sohn von W. Wallace Smith und wurde im Jahre 1976 zu dessen Nachfolger ernannt. Er wurde ordiniert als Präsident der Kirche im Jahre 1978. Zu diesem Zeitpunkt emeritierte sein Vater. Wallace B. Smith war ein Nachfahre von Joseph Smith, in dritter Generation. Er war ein praktizierender Augenarzt in Independence, bevor er Führungspositionen in der Kirche übernahm.
Die Präsidentschaft von Smith ist erwähnenswert wegen des Baus des Independence Temple. Dieser wurde vom Jahr 1990 bis zum Jahr 1994 gebaut. Seine Präsidentschaft ist auch erwähnenswert, weil in einer Kirchenkonferenz zum ersten Mal erlaubt wurde, Frauen zum Priestertum zu ordinieren. Die Konferenz fand am 5. April 1984 statt und die erste Einsetzung einer Frau ins Priesteramt war am 17. November 1985. Smith wird auch dafür verantwortlich gemacht, den Namen der Kirche geändert zu haben. Er war einer der ersten Kirchenführer, die eine Namensänderung von Reorganisierter Kirche Jesu Christi der Heiligen der Letzten Tage in Gemeinschaft Christi vorschlugen. Er schlug dies bei einem Treffen der Führungskräfte der Kirche vor. Bei der folgenden Weltkonferenz im Jahre 1996 im Auditorium wurde der Vorschlag von einer Mehrheit der Mitglieder abgelehnt. Jedoch wurde schon bei der nächsten Weltkonferenz im Jahre 2000 dem Vorschlag zugestimmt.
Am 19. September 1995 gab Smith bekannt, dass er von seiner Position als Prophet, Seher und Offenbarer der Kirche zurücktreten werde. Er ernannte W. Grant McMurray als seinen Nachfolger. Smith trat offiziell am 15. April 1996 zurück. Zu diesem Zeitpunkt wurde McMurray im Auditorium als neuer Präsident ordiniert. Smith wurde als „Emeritierter Präsident“ bezeichnet, genau wie sein Vater. Smith hielt diesen Titel bis zu seinem Tod.